# Низам DRedd
Маметалієв Нізам Русланович — Казахстанський реп-виконавець уйгурського походження, більш відомий під сценічними іменами Нізам DRedd та DRedd (нар. 1 серпня 1989 року, Алмати), Казахська РСР, СРСР) — неодноразовий учасник онлайн-батлів hip-hop.ru, InDaRnB. Найбільшу популярність здобув завдяки таким трекам, як «Страха нет», «Грусти по-счастливому». Засновник і власник каналу «MNC Motivation» на YouTube.

## Біографія
Нізам Маметалієв народився 1 серпня 1989 року у місті Алмати. Батько — Руслан Маметалієв, за національністю уйгур; мати — Анісат Маметалієва, лачка. З юності захоплювався репом. Закінчив 9 класів середньої школи №69 у місті Алмати. Під час навчання активно займався спортом і брав участь у змаганнях.
У жовтні 2013 року в Алмати відбулися змагання з армреслінгу, які зібрали понад 200 учасників з різних регіонів. Нізам здобув перше місце, ставши чемпіоном міста Алмати у категорії надважкої ваги (понад 100 кг).
Після школи вступив до «Коледжу архітектури, дизайну та інженерії», який закінчив у 2009 році.
У 2010 році почав займатися відеографією, згодом знімав рекламні ролики для таких відомих брендів, як Toyota, Lexus, Coca-Cola, Visa, Servier, Abbott тощо.
Почавши музичну кар'єру, взяв сценічний псевдонім DRedd. За словами самого Нізама, DRedd — це його внутрішній голос.
Відомим став завдяки соціальним мережам, де поширювалася його музика. Одним з перших популярних треків стала композиція «Города». Згодом його творчість стала знаною не лише в Казахстані, а й в інших країнах пострадянського простору.

## Кар'єра
Активно займатися музикою Нізам почав з андеґраундних батл-треків у 2007 році. До музики захоплювався кінофільмами, що й спонукало його до творчої діяльності.
29 жовтня 2010 року він вперше виступив на концерті у рідному місті Алмати.
У 2016 році Нізам виступив у ролі судді другого сезону реп-батлу SLOVO: Казахстан.
Окремим напрямом у досягненнях Нізама стало вивчення мов програмування. Це дозволило йому у 2008 році запустити власний вебсайт nizaika.ru, який протягом більш як десяти років користувався популярністю завдяки високій відвідуваності. За час існування платформи було опубліковано близько 65 тисяч матеріалів, що свідчить про масштабність проєкту та його значний вплив у своїй ніші.

### 2007—2010: Початок
У 2009 році, після знайомства з такими виконавцями, як GMS та Offside, разом вони створюють гурт Almaty Legion. Після розпаду колективу назва лейблу «Almaty Legion» залишилася за Нізамом.
У 2010 році Нізам випускає свій перший сольний мікстейп під назвою «Я против».

### 2010—2012: Творчість
У 2012 році вийшов мікстейп під назвою Колонізація, у якому взяли участь такі виконавці, як Shot, Dessar, T1One та інші.
У цей період артист конфліктував і відкрито зачіпав у своїх треках багатьох реперів. З’явилися спільні пісні з такими виконавцями, як AL Hammer, Dessar, RZN Coast, Micfire (Mafyo), Shot, Хто Proтив, T1One, Нагора, Чудо, Mr. Hyde, Loc-Dog, Рем Дігга, Dom1no, Elvira T, Tanir, Q-Fast, СД, El Paso та іншими.

### 2013—2016: Зміна вектора творчості
З 2013 року розпочався активний період у музичній кар’єрі — було написано багато композицій. Однак з незрозумілих причин частина треків була втрачена.
У 2015 році вийшов альбом «Реабилитация», який складався з 24 треків. Половину з них Нізам виконує сольно. Пісні «Давай, вставай!», «Моя свобода», «Кем мы были раньше» стали одними з найулюбленіших серед прихильників його творчості.

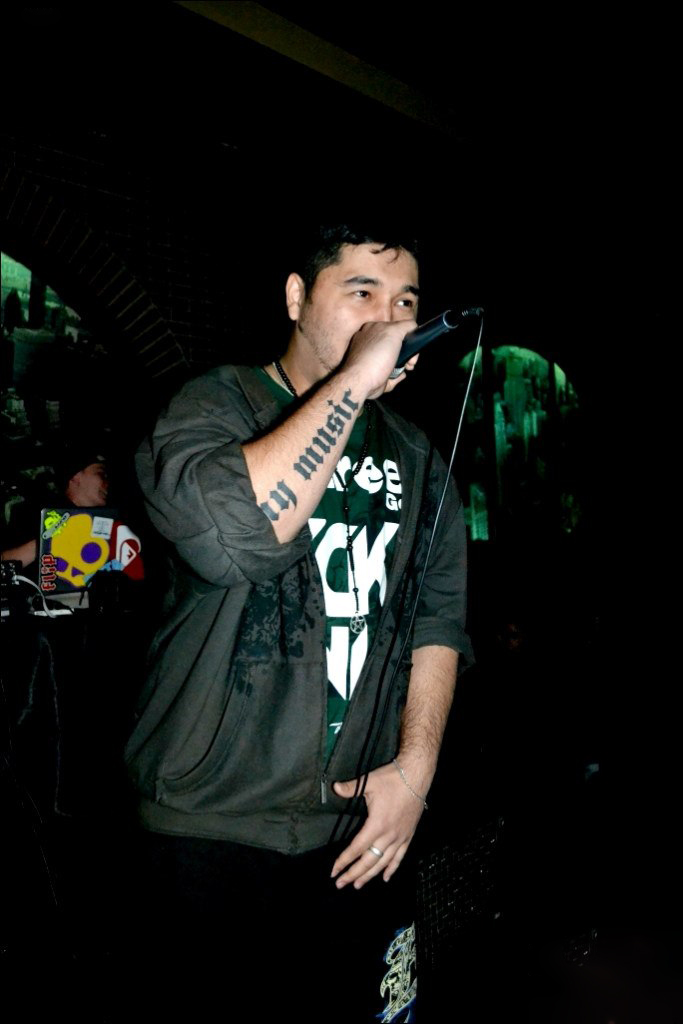
Виступ Нізам DRedd на Точка Кипіння 2013

### 2017—2021: П’ять альбомів
У 2017 році побачив світ альбом «Пик». Трек з альбому під назвою «Втомлені люди» потрапив до телевізійної ротації на каналі MuzzOne. Про це артист згадував в інтерв’ю для програми BackStage Media Academy.
У 2018 році вийшов альбом «Прорвёмся».
У 2019 році вийшов альбом «Все в твоих руках».

Ще один досвідчений репер, який претендує на звання головного відкриття року. Яскравий представник казахстанського хіп-хопу, у творчості якого присутні як лірико-філософські, так і батлові треки. Він поділився багатьма цікавими та кумедними фактами зі свого життя. Наприклад, кілька років тому на одному концерті зі Скриптонітом глядачів було менше, ніж самих реперів. А коли Нізам потрапив до лікарні, його навідали Oxxxymiron та СД.
— Rap-Info.com
22 вересня 2020 року вийшов кліп «Холодный как лёд». Режисеркою та операторкою виступила Аліна Пязок — одна зі співзасновниць гурту Little Big, кліпи якого набирають мільйони переглядів на YouTube.
У 3 березня 2020 року вийшов альбом «Раньше было по другому», що включає багато спільних треків з іншими виконавцями.
У квітні 2021 року Нізам представив свій шостий сольний альбом під назвою «Беладонна».

### 2022—2024: Повернення
У червні 2022 року вийшов новий сингл «Вечное сияние» спільно з Molodoi Ra.
У серпні того ж року відбувся реліз синглу «Сверхгигант».
У квітні 2023 року побачив світ новий сингл «Две тысячи масок», а також офіційний відеокліп.
У листопаді 2023 року вийшов новий альбом «Левиафан», створений спільно з СД та This Blind.
Попри переважно сильні сторони, як-от біти, приспіви, зріліші тексти та загальна концепція, «Левіафан» усе ж не сприймається як цілком нова робота. Це радше логічне продовження всіх попередніх релізів Нізам DRedd без принципово нових ідей, тем чи прогресу..— HipHop4real.com про альбом «Левіафан»
6 червня 2024 року Нізам випустив книгу під назвою «Низам DRedd. Стихи. Сборник лучших стихов». Це літературний проєкт, створений на основі текстів пісень реп-виконавця. Видання є збіркою віршів, що складаються з лірики, використаної в його треках, доповненою ілюстраціями, які підкреслюють емоційний та художній зміст текстів.
5 квітня 2024 року вийшов новий сингл «Святая Вера» за участі російського репера bllack-santa.
1 червня 2024 року вийшов сингл «Завтра уже поздно».
15 жовтня 2024 року вийшов сингл «Прекрасное далёко», записаний спільно з репером AlvinToday — батл-MC, учасником проєкту SLOVO: Казахстан, автором хітів для Jah Khalib та Liili.
1 листопада 2024 року вийшов новий сингл «Только Бог нас осудит».
15 листопада 2024 року вийшов сингл «Высота».

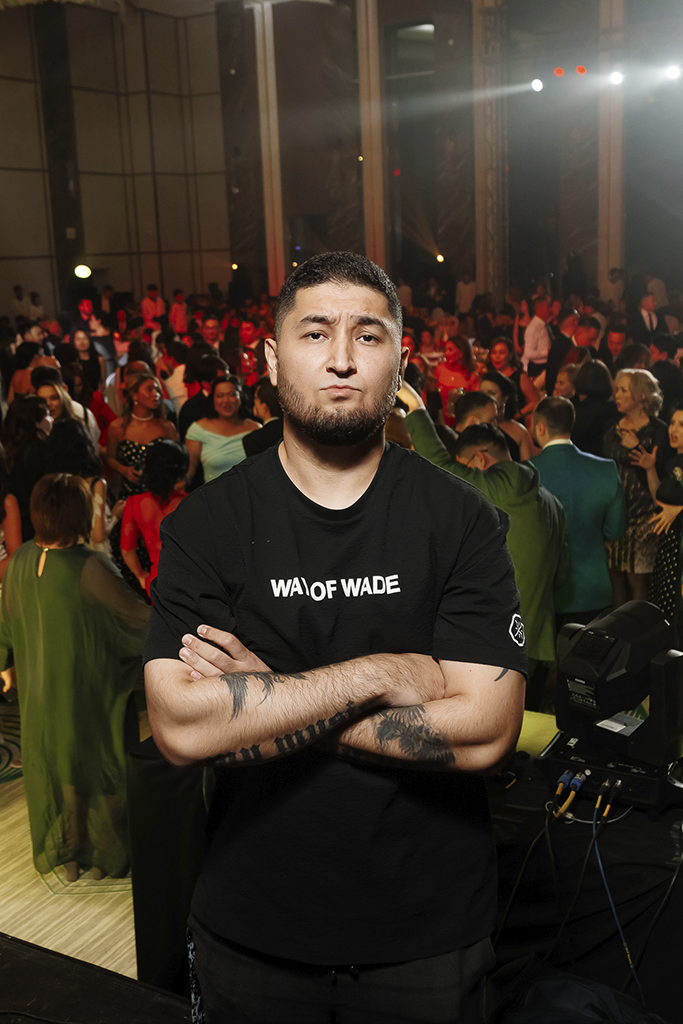
Фотографія з виступу Нізам DRedd у 2024 році

### 2025 — наш час
1 січня 2025 року вийшов новий спільний сингл з німецьким репером K.R.A. під назвою «Уставший зритель». Реліз викликав особливу зацікавленість, оскільки фанати чекали нового матеріалу від K.R.A. після тривалої творчої паузи.
12 квітня 2025 року вийшов сингл «Война, Мор, Голод, Смерть» — соціально загострена композиція з критичним поглядом на сучасність.
1 травня 2025 року вийшов новий сингл «В глазах смотрящего».

### Історія YouTube-каналу
Нізам почав вести власний канал на YouTube у листопаді 2019 року у віці 30 років під назвою «MNC Motivation». На ньому він публікував мотиваційний контент. Однак його відео залишалися маловідомими до виходу ролика «Життя коротке» у 2020 році, який зібрав мільйони переглядів. У 2022 році Нізам отримав срібну кнопку YouTube за 100 000 підписників. Станом на 2025 рік канал має понад 304 000 підписників і понад 63 мільйони переглядів.

### Особисте життя
5 жовтня 2018 року у Нізама та його дружини Мадіни народився син Атлант. У 2019 році він знявся у фільмі Акана Сатайєва «Рассвет великой степи
», де зіграв сина пастуха.

## Дискографія

### Студійні альбоми
| Назва                    | Деталі                                                            |
| «Реабилитация»           | - Реліз: 1 січня 2015 - Формат: Цифрове завантаження, стримінг    |
| «Пик»                    | - Реліз: 2 грудня 2017 - Формат: Цифрове завантаження, стримінг   |
| «Прорвёмся»              | - Реліз: 2 квітня 2018 - Формат: Цифрове завантаження, стримінг   |
| «Все в твоих руках»      | - Реліз: 14 березня 2019 - Формат: Цифрове завантаження, стримінг |
| «Раньше было по другому» | - Реліз: 3 березня 2020 - Формат: Цифрове завантаження, стримінг  |
| «Беладонна»              | - Реліз: 4 січня 2021 - Формат: Цифрове завантаження, стримінг    |
| «Левиафан»               | - Реліз: 11 січня 2023 - Формат: Цифрове завантаження, стримінг   |

| 2012 — «Колонизация» - 2011 — «Города» (за участі BriZ) - 2020 — «Я Видел» (за участі Вова PRIME) - 2022 — «Вечное сияние» (за участі Molodoi Ra) - 2022 — «Сверхгигант» - 2023 — «Две тысячи масок» - 2023 — «Секунда до рая» - 2023 — «Забытые люди» - 2024 — «Жизнь» (за участі This Blind) - 2024 — «Святая Вера» (за участі bllack-santa) - 2024 — «Завтра уже поздно» - 2024 — «Только Бог нас осудит» - 2024 — «Высота» - 2025 — «Уставший зритель» (за участі K.R.A.) - 2025 — «Война, Мор, Голод, Смерть» - 2025 — «В глазах смотрящего» | Участь - 2017 — «BOOK ONE» (альбом MORRALLES) |

## Нагороди та номінації
| Рік  | Премія                                                      | Номінація                  | Результат |
| ---- | ----------------------------------------------------------- | -------------------------- | --------- |
| 2015 | Євразійська музична премія «EMA» / EMA Eurasian Music Award | «Найкращий хіп-хоп проєкт» | Номінація |

## Відеографія
| Рік  | Кліп                                | Режисер     | Примітка |
| ---- | ----------------------------------- | ----------- | -------- |
| 2014 | «Не держи, отпусти» (This Blind)    | М. Низам    |          |
| 2014 | «Уставшие люди» (This Blind)        | Т. Кристина |          |
| 2015 | «Кем мы были раньше»                | Т. Солт     |          |
| 2016 | «Холодный как лед»                  | П. Алина    |          |
| 2016 | «Бумеранг» (Topsy Kretzzz, Разиэль) | М. Низам    |          |
| 2023 | «Две тысячи масок»                  | Т. Солт     |          |
| 2025 | «Уставший зритель» (K.R.A.)         | М. Низам    |          |

## Рецензії
- prorap.ru: Рецензія на альбом «Реабілітація»
- rap.ru: Рецензія на альбом «ПІК»
- artmoskovia.ru: Рецензія на альбом «Левіафан»
- hiphop4real.com: Рецензія на альбом «Левіафан»
- hiphop4real.com: Рецензія на альбом «Раніше було по-іншому»

## Рейтинги і чарти
- Після релізу «Втомлений глядач» трек репера посів 34-те місце у Топ-100 найпопулярніших сторінок релізів на платформі Bandlink[74].

### Відеоджерела
1. ↑  RapNews: Хто такий Нізам DRedd?: Інтерв’ю для RapNews